# Epeolus caffer
Epeolus caffer är en biart som först beskrevs av Amédée Louis Michel Lepeletier 1841.  Epeolus caffer ingår i släktet filtbin, och familjen långtungebin. Inga underarter finns listade i Catalogue of Life.